# Federazione natatoria della Croazia
La Hrvatski Plivački Savez, nota anche con la sigla HPS, è l'organo di governo, organizzazione e controllo del nuoto in Croazia. Affiliata al HOO definisce i regolamenti agonistici per le discipline natatori e. Fu fondata il 5 novembre 1909 a Zagabria.